# Bembidion femoratum
Bembidion femoratum es una especie de escarabajo del género Bembidion, familia Carabidae. Fue descrita científicamente por Sturm en 1825.
Especie nativa de Europa. Habita en Albania, Armenia, Austria, Azerbaiyán, Bielorrusia, Bélgica, Bosnia y Herzegovina, Bulgaria, Canadá, Croacia, Chequia, Dinamarca, Estonia, Finlandia, Francia, Georgia, Alemania, Gran Bretaña, Grecia, Hungría, Irán, Irlanda, Italia, Kazajistán, Letonia, Lituania, Macedonia, Moldavia, Países Bajos, Noruega, Polonia, Rumania, Rusia, Serbia, Eslovaquia, Eslovenia, España, Suecia, Suiza, Turquía y Ucrania. También desde Nueva Escocia y Nuevo Brunswick hasta Washington.